# Pintura do Canadá

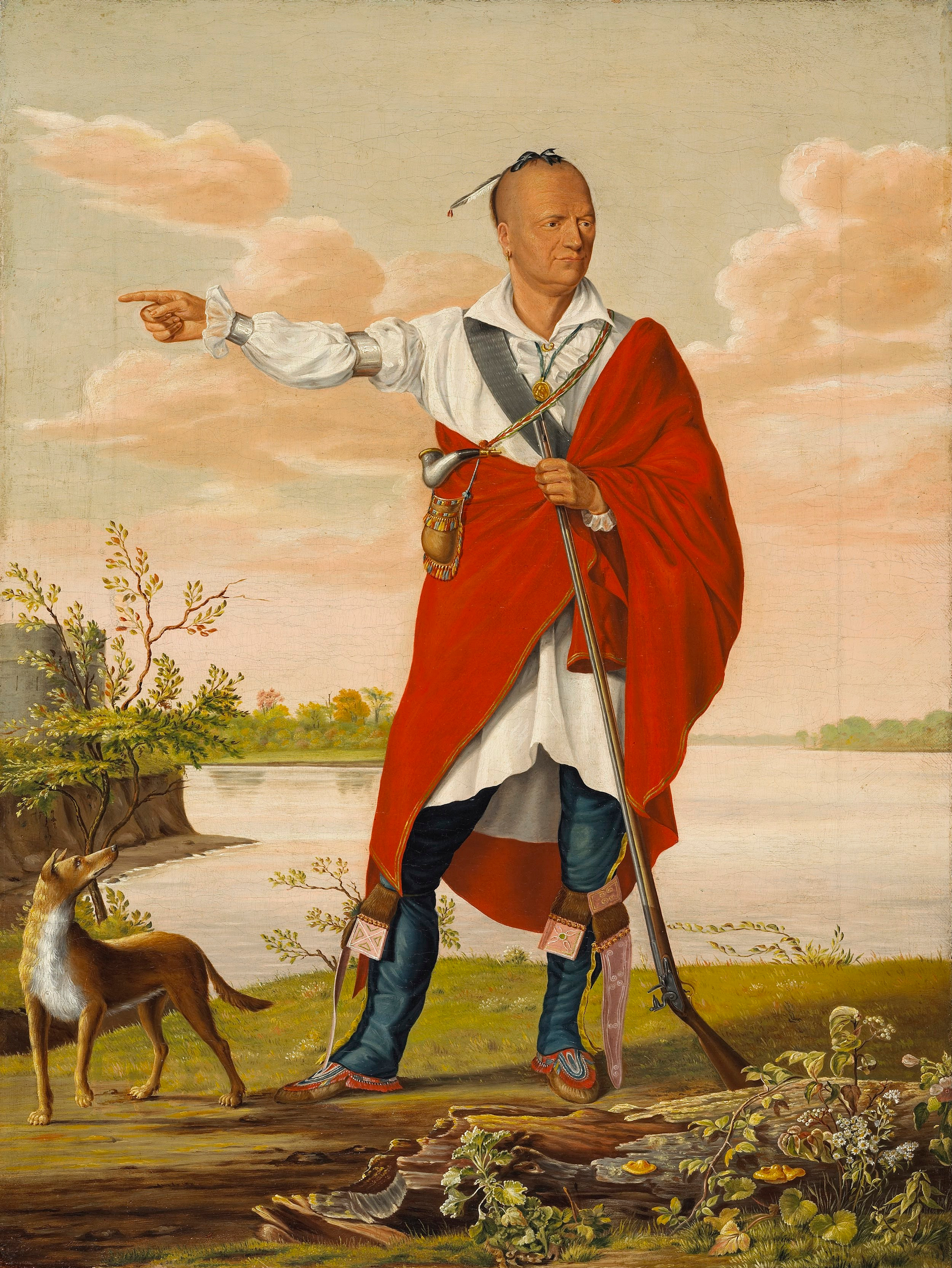
William Berczy: Retrato de Thayendanegea (Joseph Brant), 1802-1812. Galeria Nacional do Canadá

À parte a pintura tradicional produzida pelos povos indígenas canadenses, a pintura do Canadá se alinhou de modo geral na grande tradição artística européia. Iniciando um florescimento significativo em meados do século XVII, ganhou impulso no século XIX e até meados do século XX foi influenciada principalmente pela pintura francesa e inglesa, para depois entrar na órbita da pintura dos Estados Unidos. Não obstante sua dependência de fontes estrangeiras, a pintura canadense soube desenvolver-se em muitos momentos com características peculiares originais e deixou uma série de obras-primas ao longo de sua rica história.

## Primórdios: Colonização francesa (1665-1759)

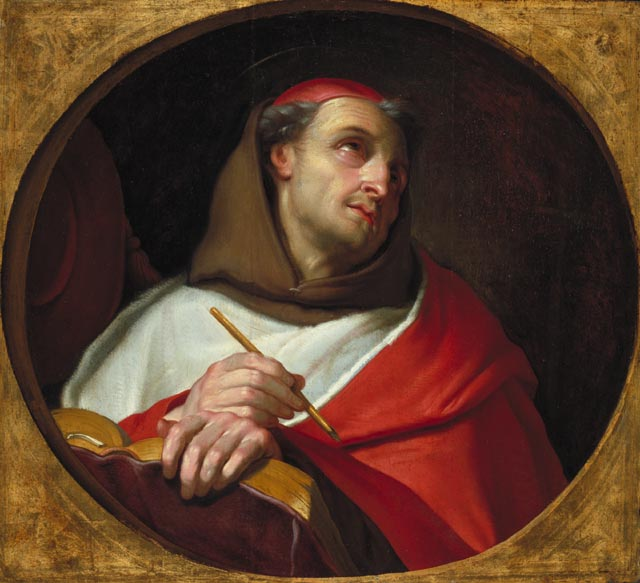
Irmão Luc: São Boaventura, 1550-1560. Galeria Nacional do Canadá

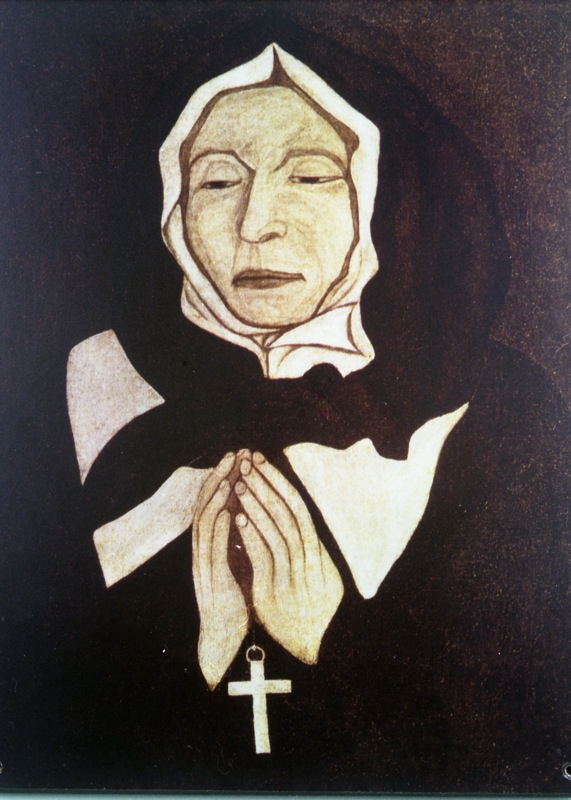
Pierre le Ber: O verdadeiro retrato de Marguerite Bourgeoys, 1700

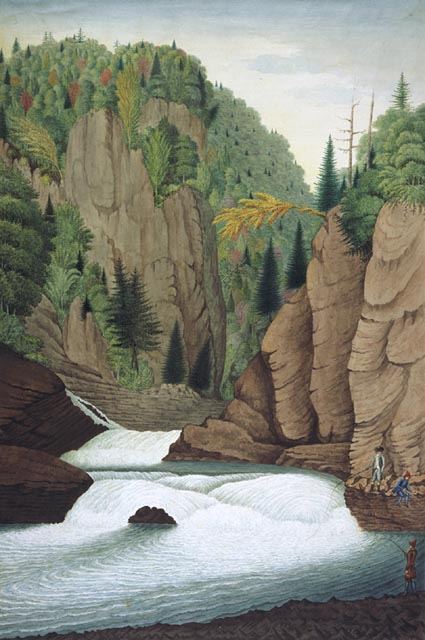
Thomas Davies: Vista da parte inferior das cataratas de Santa Ana perto de Quebec, 1790

As primeiras referências visuais sobre o Canadá apareceram como ilustrações e vinhetas nos mapas europeus do século XVI que tentavam traçar os limites do continente recém-descoberto. Jamais tendo visto a região por si próprios, os cartógrafos se baseavam em informações dos exploradores, com o que muitos erros de observação foram registrados como fatos e fatos muitas vezes eram representados imprecisamente ou transformados pela fantasia do pintor. O mapa de Hochelaga (1550-1559) executado possivelmente por Giacomo de Gastaldi, por exemplo, ilustrava uma aldeia Iroquesa com o aspecto de uma cidade renascentista, mas outros, como o de Nicolas Vallard (1547), traziam alguma informação visual mais exata.
Em meados do século XVII já havia uma colônia francesa relativamente próspera em Nova França, com o centro em Quebec. Ali a Igreja Católica importava pinturas e gravuras da França principalmente com o objetivo de catequização dos indígenas. Alguns missionários, como o abade Hughes Pommier, possivelmente o primeiro pintor ativo no Canadá, e mais Jean Pierron, Claude Chauchetière, e sobretudo Claude François, chamado de Irmão Luc, um pintor de talento superlativo, produziram uma certa quantidade de obras, em sua maioria perdidas, alinhadas aos princípios estéticos do Renascimento tardio, em composições profanas formalistas cheias de referências clássicas ou em obras sacras de feitio similar.
Nesta primeira fase de evolução a pintura canadense ainda era em sua maioria ou didático-religiosa ou oficial, destinada a igrejas, conventos ou edifícios públicos, com seus temas apropriados, e raros colonos podiam se dar ao luxo de possuir alguma em suas casas. Valia ainda mais a pena economicamente importar obras prontas do que estimular talentos locais, assim pintores profissionais eram muito raros, prevalecendo os amadores como Michel Dessailliant e Jean Berger.
Perto do fim do século a sociedade da Nova França já crescera o bastante para sustentar o funcionamento de duas escolas de ensino artístico, que permaneceram em atividade até a conquista britânica, mas a região se isolava cada vez mais da Europa, criando um ambiente cultural com características peculiares, que deixou de acompanhar a evolução artística barroca que já acontecia do outro lado do Atlântico.
Um dos costumes costume desse tempo era a pintura de ex-votos que, ao contrário da pintura culta oficial e religiosa, não era praticada por profissionais e descrevia muito da vida cotidiana dos colonos em suas cenas de agradecimento por graças divinas ou comemorando eventos civis importantes. Outra tradição que se cultivou foi a de retratos póstumos, como os deixados por Pierre le Ber, um dos mais importantes pintores canadenses do período. Sua imagem de Santa Marguerite Bourgeoys é tida como a mais representativa pintura canadense do período de governo francês. Por outro lado, as regiões de colonização britânica como Nova Scotia e Newfoundland tinham uma cultura protestante austera e rigorosa, que não incentivava o cultivo das artes, mas o retrato da região pôde ser preservado pelo trabalho de alguns pintores itinerantes, como Gerard Edema.

## Conquista britânica (1759-1867)

### Os pintores do exército inglês
Na esteira da invasão britânica em Nova França apareceram na área alguns pintores, todos membros do exército inglês, que tinham um outro conceito de pintura. Em vez da fantasia que caracterizava a arte de Nova França, eles traziam uma visão bastante objetiva da representação da paisagem, e por isso passaram a ser conhecidos como os Pintores Topográficos. Eram educados na Royal Military Academy of Woolwich para realizarem mapas estratégicos da região com a maior precisão possível, mas em seus períodos de folga a retrataram de maneira mais livre, "artística" por assim dizer, deixando uma quantidade de charmosas vistas dos cenários que exploravam. Em alguns como Thomas Davies, contudo, o estilo trai sua formação primariamente técnica, pela grande atenção dada aos detalhes e pela certa dureza e ingenuidade na construção das formas, mas outros como George Heriot possuíam um talento refinado. Foi uma geração influenciada pelo Iluminismo que trabalhava sob os preceitos estéticos do Rococó, mas já se percebiam nítidos traços Românticos em seu entusiasmo pelos cenários grandiosos das planícies e montanhas canadenses e pelo exotismo dos costumes indígenas. Davies e Heriot eram decididamente idealistas, e em suas pinturas a natureza se assemelha a um grande parque à inglesa, os indígenas e colonos são tipos exóticos e pitorescos, e os administradores coloniais sempre gentis e bem trajados.
Um dos mais talentosos desse grupo foi Paul Sandby, que conquistou fama com suas passagens ornamentais em que combinava uma descrição exata do cenário com uma técnica flexível e poética. Também merecem uma citação as cenas navais de Richard Short mostrando Quebec depois do sítio, e James Pattison Cockburn, com sua grande série de aquarelas sobre a região de Quebec. Outros como John Webber, contudo, tinham concepções menos idealistas. Seja como for, esses pintores auxiliaram imenso na divulgação na Europa da paisagem e da vida canadenses, uma vez que suas pinturas e aquarelas geralmente acabavam lá sendo reproduzidas em gravuras.

### Estabilidade

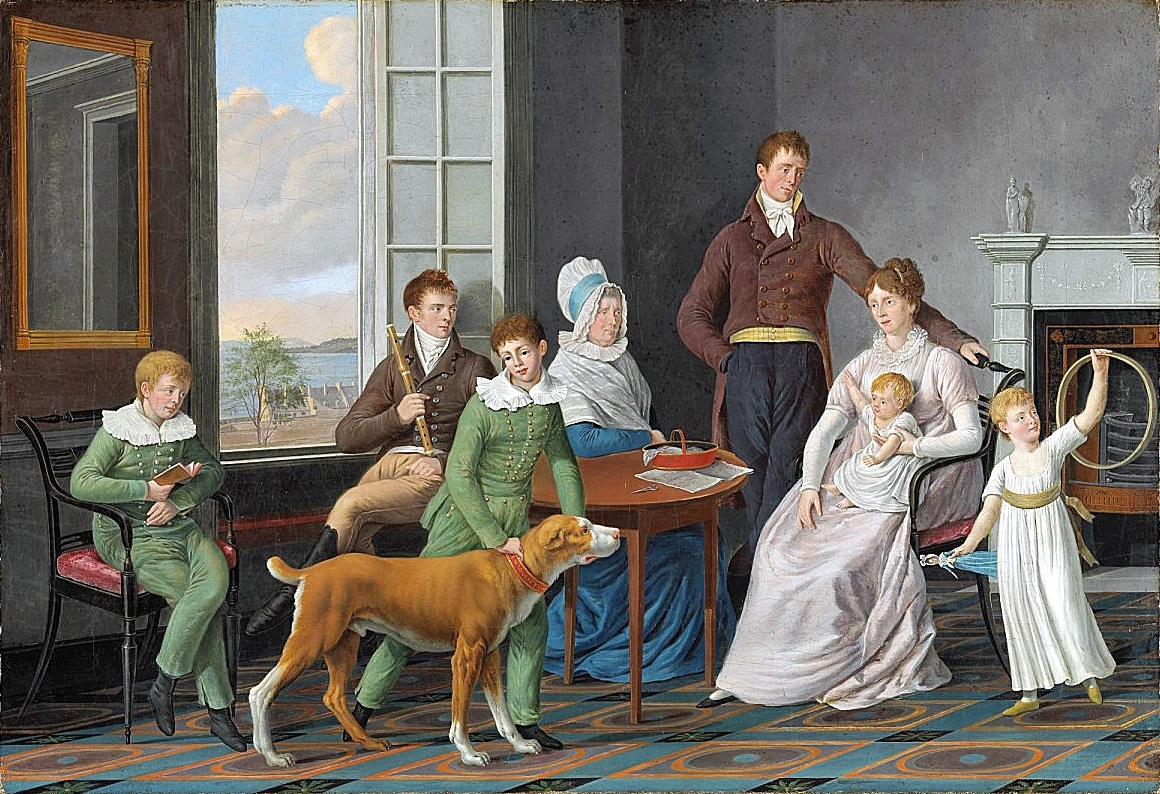
William Berczy: Retrato da família Woolsey, 1809

Perto do fim do século XVIII, transcorrida a agitada fase da transição para o governo britânico, seguiu-se um período de prosperidade e expansão, e desejou-se então emular no Canadá a cultura européia. Fundam-se diversas sociedades e clubes onde a arte tinha um lugar privilegiado, os teatros se multiplicam e uma classe média enriquecida assume o lugar da Igreja como os principais mecenas, encomendando muitos retratos. O estilo dominante dessa fase é uma mistura indistinta de influências neoclássicas e românticas. O crescimento da demanda permitiu que alguns pintores vivessem razoavelmente bem apenas de seu ofício, como Louis Dulongpré, a quem se credita a criação de pelo menos 3 mil retratos entre 1785 e 1815. Outros foram estudar na Europa, como François Beaucourt, voltando ao Canadá com um estilo refinado e seguro. Também dessa geração foram Robert Field, bom retratista, dono de um estilo de grande elegância onde predominavam traços neoclássicos, e William Berczy, que pintou o Retrato da Família Woolsey, considerado uma das obras-primas da pintura canadense e um dos primeiros momentos em que aparecia uma arte com características tipicamente locais.
Uma importante consequência da Revolução Francesa foi o envio do abade Louis-Joseph Desjardins para o Canadá entre 1816 e 1817 de uma grande coleção de pinturas, que foram em parte destinadas à decoração de igrejas e uma porção foi adquirida por Joseph Légaré, constituindo o acervo da primeira galeria de arte aberta ao público no país. Mesmo que em sua maioria não fossem obras-primas, elas contribuíram para alagar o espectro temático da pintura canadense da época. O trabalho pessoal do próprio Légaré foi influenciado por essas obras, fazendo com que ele desenvolvesse uma maior liberdade técnica e iniciasse uma escola de grande sucesso que incluiu os retratistas Antoine Plamondon e Théophile Hamel.
Em contraste com a cultura profana que se desenvolvia nas cidades, o interior continuava preso às tradições, permanecendo a igreja como o centro aglutinador da vida rural e continuando vivo o apego à monarquia francesa. Nesse contexto provinciano floresceu uma pintura de caráter popular, folclórico, que teve um grande representante em Jean-Antoine Aide-Créquy.
Por volta de 1840 o Romantismo já ultrapassara o Neoclassicismo como a estética dominante, e aspectos típicos da paisagem, do povo e dos indígenas canadenses se tornam temas cada vez mais cultivados. Um dos mais prolíficos e bem sucedidos pintores desse período foi Cornelius Krieghoff, que dedicou-se a cenas de gênero e à paisagem, William Nichol Cresswell, trabalhando paisagens e marinhas, e Paul Kane, que retratou os indígenas de áreas ainda remotas. Frederick Verner também pintou o ambiente selvagem, com muitos retratos de bisões.

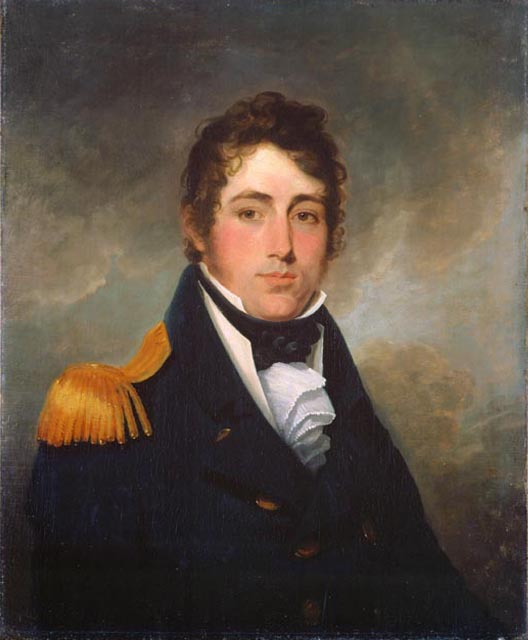
Robert Field: Lieutenant Provo William Parry Wallis, R.N. 1813
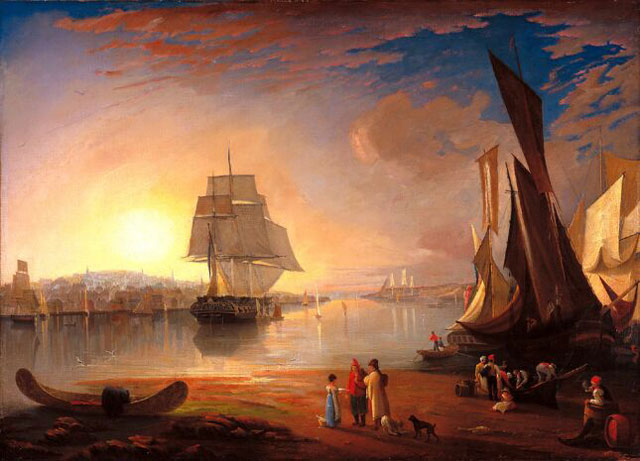
Autor desconhecido: O porto de Halifax, c. 1830 - 1840
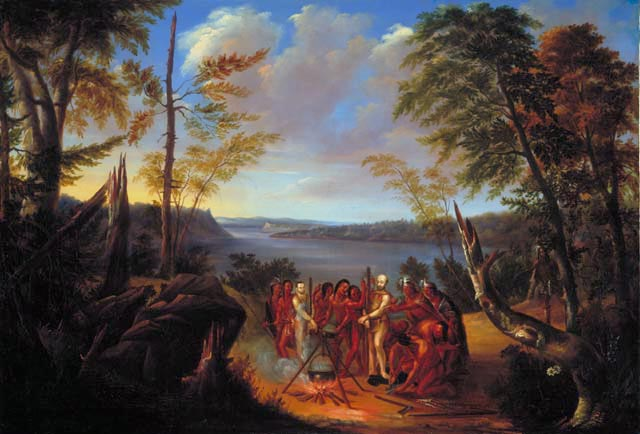
Joseph Légaré: O martírio dos padres Brébeuf e Lalemant, c. 1838 - 1848
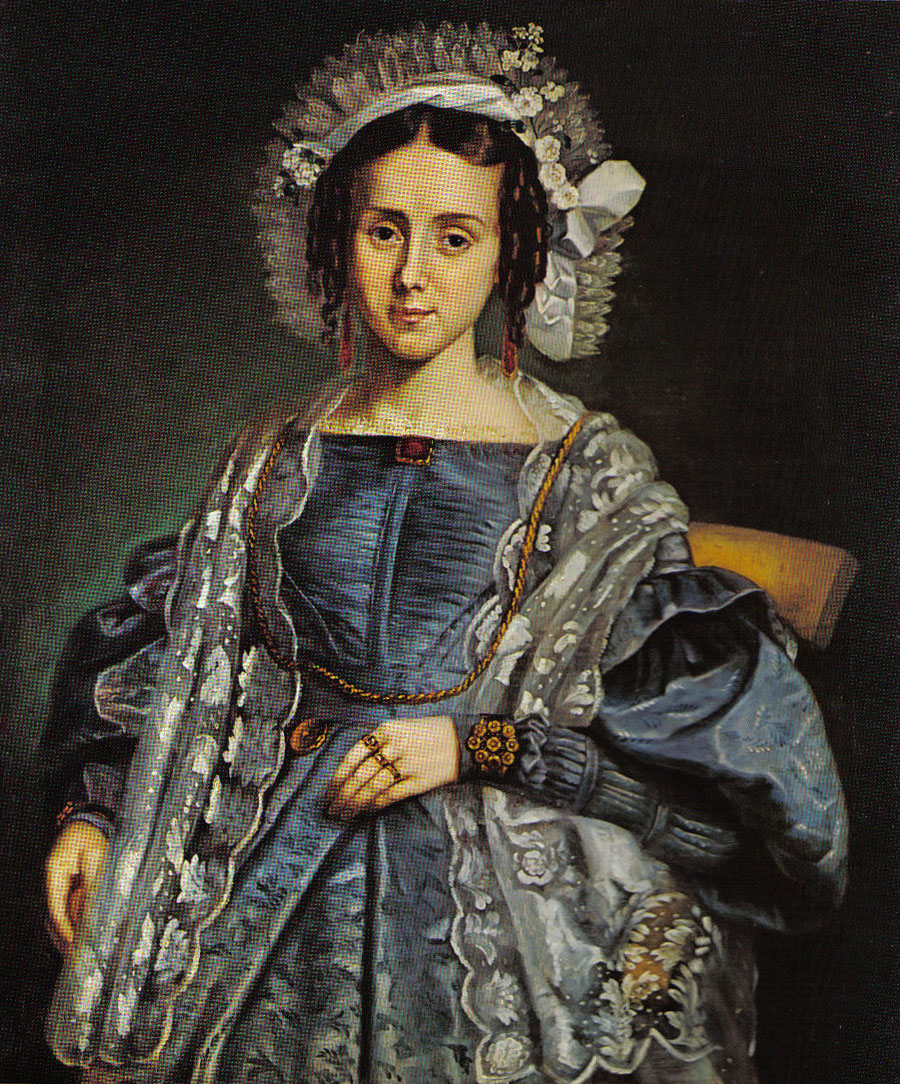
Antoine Plamondon: Retrato de Mme. Joseph Laurin, 1839

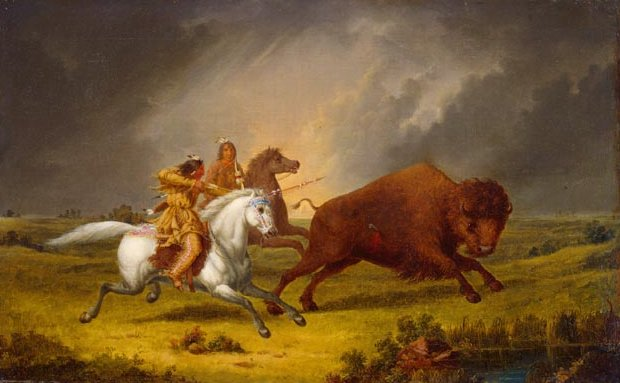
Paul Kane: Assiniboine caçando um búfalo, 1849
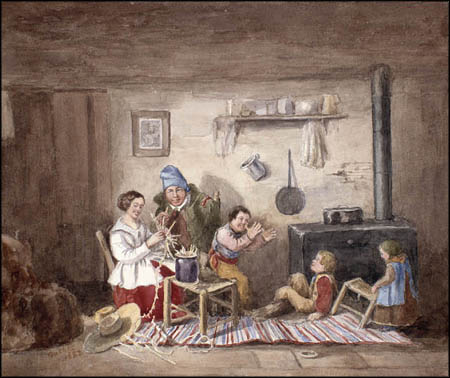
Cornelius Krieghoff: Colonos, 1852
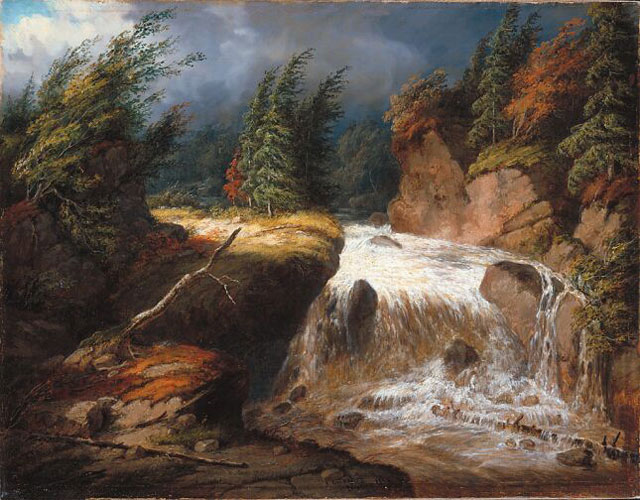
Cornelius Krieghoff: A tempestade passa, 1854
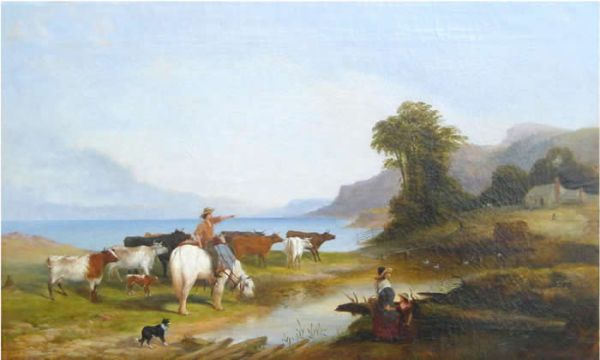
William Cresswell: Voltando para casa, 1864

## Período Pós-Confederação (1867–1914)
Até então a pintura canadense se caracterizara principalmente por seu caráter documental, registrando a expansão das fronteiras, a paisagem e a sociedade colonial, com um crescente sentimento de otimismo. O fim do século, porém, é marcado pela expansão das indústrias, o avanço para o oeste e o norte, a Rebelião de Red River e a tensão com os Estados Unidos por disputas de fronteira. Entretanto, com o aparecimento da fotografia, a documentação dessas mudanças na sociedade foi deixada aos fotógrafos, sendo largamente ignoradas pelos pintores, que preferiram continuar num paisagismo idealizado e romântico, mas já recebendo uma influência do Realismo poético da Escola de Barbizon. Mesmo assim houve importante intercâmbio entre fotógrafos e pintores, e muitas vezes estes se valiam de fotos como auxiliares no processo de elaboração de suas pinturas.
Em 1870 se forma a primeira organização artística dentro da nova situação política, a Canadian Society of Artists. Entretanto, o grupo que ali se reuniu não tinha uma coesão de princípios filosóficos ou sequer estéticos, e praticavam sua arte mais para o mercado. Muito mais importante foi a fundação da Royal Canadian Academy of Arts em 1880, como forma de dar maior prestígio à arte canadense e como estímulo adicional para a representação de sua natureza e cotidiano. Lucius O'Brien, seu primeiro presidente, foi um exemplo desse fortalecimento dos laços da arte com a cultura local, viajando extensamente para retratar cenários inspiradores, influenciado pela Escola do Rio Hudson e o luminismo norte-americanos. A Royal Academy também foi importante por ter sido a origem da Galeria Nacional do Canadá, um dos grandes museus canadenses. Mas a atração pela arte européia voltaria a crescer na década seguinte, quando diversos pintores locais se dirigem à França para aperfeiçoamento. Curiosamente, não foi a arte das vanguardas o que esses jovens canadenses buscavam, mas sim a influência dos velhos mestres que trabalhavam em um estilo erudito de tendência realista e naturalista. Entre eles estavam William Brymner, Robert Harris, Paul Peel, George Agnew Reid, Horatio Walker, Homer Watson e Ozias Leduc. Não obstante, diversos deles mais tarde evoluiriam em seu estilo, mostrando traços impressionistas ou pós-impressionistas.
Outros, porém, estavam mais interessados em novidades estéticas, e foram capazes de assimilar de imediato o impacto do Impressionismo francês. Seus primeiros praticantes canadenses foram James Wilson Morrice, Maurice Cullen e Marc-Aurèle de Foy Suzor-Coté, exercendo grande influência através do ensino em Montreal (Cullen) e das exposições no Canadian Art Club de Toronto (todos eles).

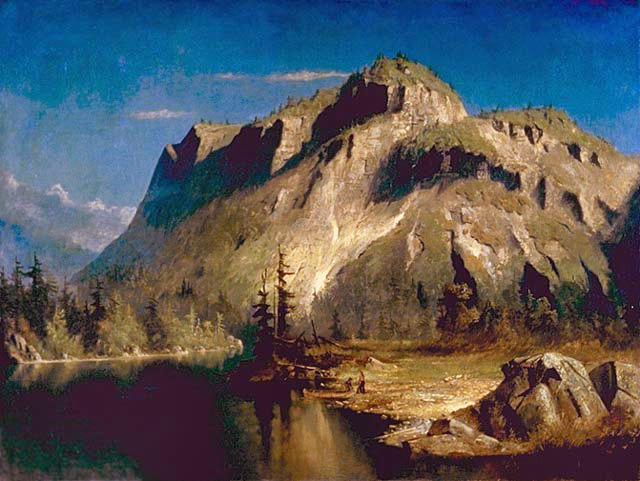
Autor desconhecido: Paisagem, c. 1870 - 1880
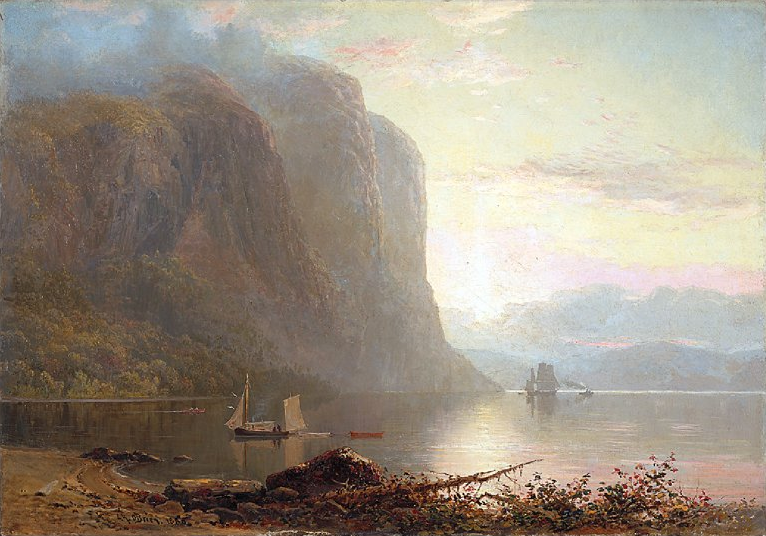
Lucius O'Brien: Alvorada sobre o Saguenay, cabo Trinité, 1880
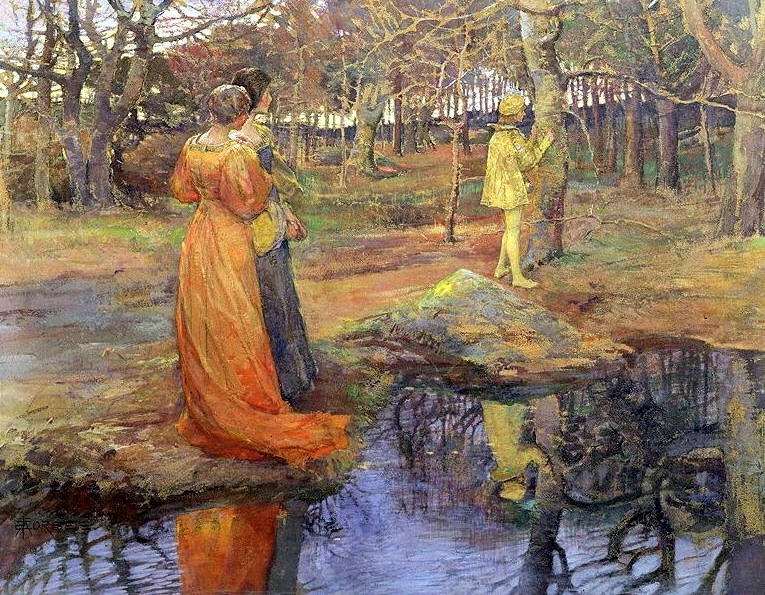
Elizabeth Adela Forbes: Cena medieval na floresta, c. 1880
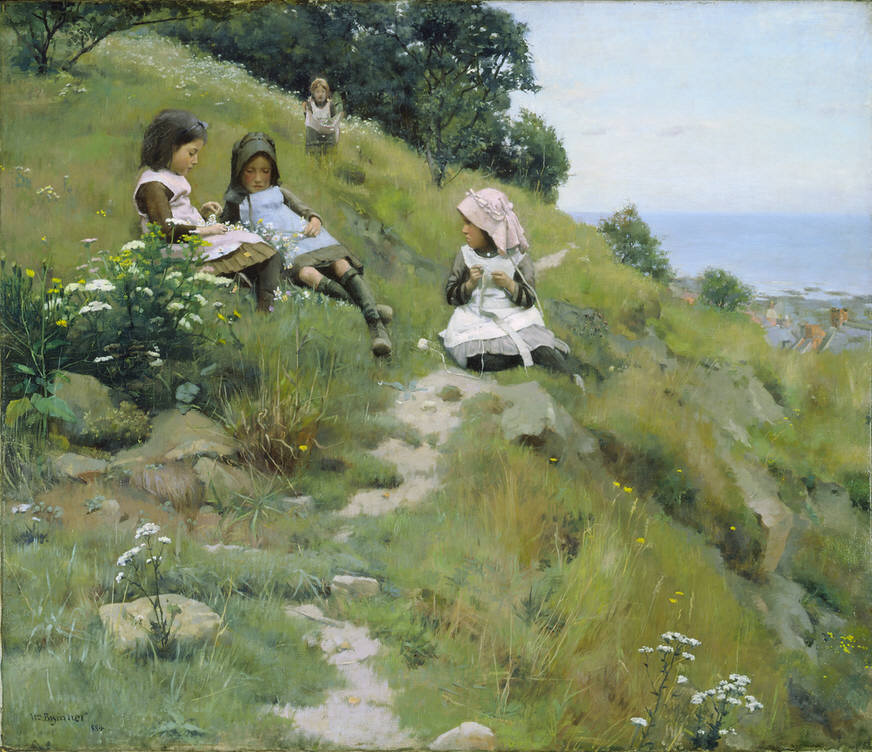
William Brymner: Paisagem florida 1884

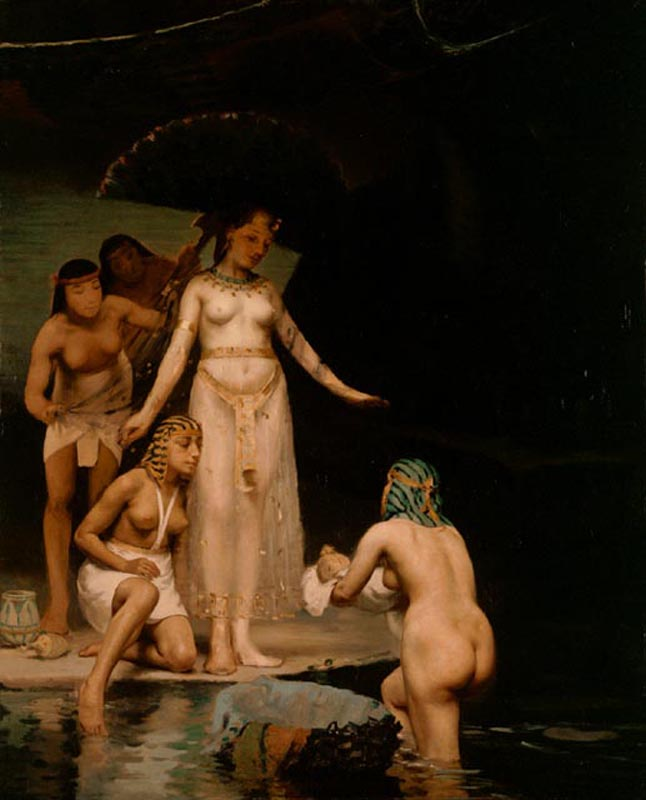
Paul Peel: O encontro de Moisés, c. 1888-1892
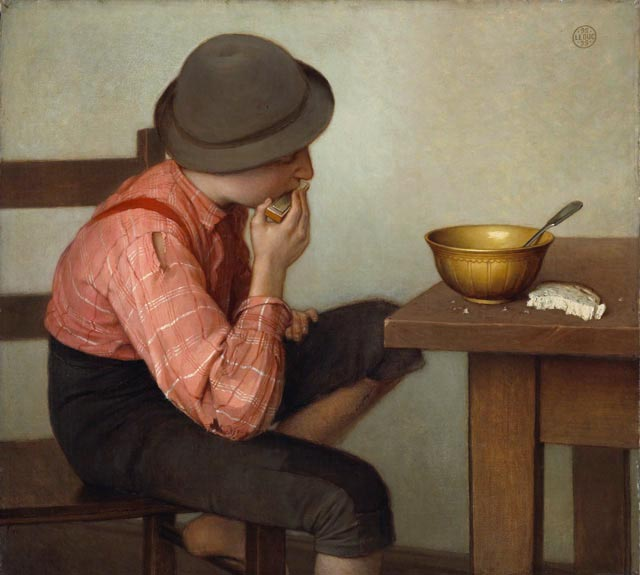
Ozias Leduc: Menino com pão, c. 1892 - 1899
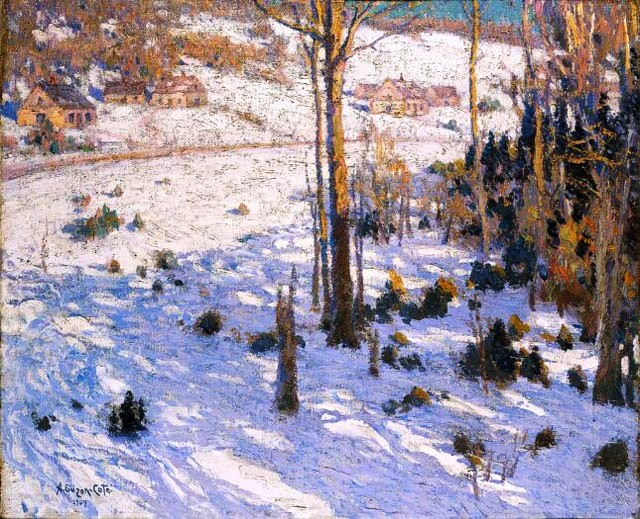
Suzor-Coté: Cabanas na encosta, 1909
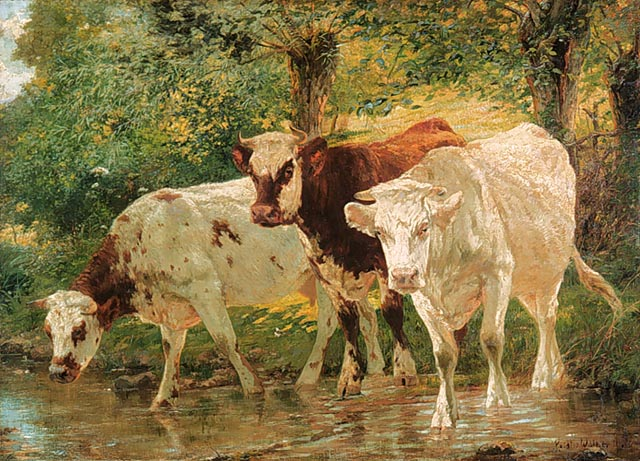
Horatio Walker: Vacas, c. 1910-20

## Modernismo (1914-1945)
No período entre-guerras a pintura canadense se abre para propostas mais avançadas. Até mesmo o paisagismo é transformado através da atuação do Grupo dos Sete, ativo em Toronto de 1920 em diante, que exerceu profunda influência em todo o âmbito da pintura nacional. Empregando recursos pós-impressionistas e enfatizando a pesquisa colorística, desencadearam uma grande polêmica no ambiente até há pouco dominado pela escola romântica. Seu rápido sucesso junto ao público fez com que essa nova escola, de índole nacionalista, predominasse por vários anos, dando pouco espaço para linhas alternativas modernistas. Era formado por Franklin Carmichael, Lawren Harris, Alexander Young Jackson, Frank Johnston, Arthur Lismer, James MacDonald e Frederick Varley, junto com Emily Carr, que não era membro oficial. Em 1933 o grupo se dispersou, apenas para ser sucedido pelo Grupo de Pintores Canadenses, que defendia uma proposta semelhante.
A Grande Depressão, o escasso mercado para a arte moderna, mais a primazia inabalável desses grupos, ofuscou o trabalho de muitos outros artistas independentes e mais ou menos isolados de grande mérito, como Lionel LeMoine Fitzgerald, David Milne e Charles Comfort. Bertram Brooker em 1927 realizou a primeira exposição de obras abstratas, mas só recebeu o desprezo do público e da crítica. Dentre esses dissidentes os mais importantes foram os integrantes do Grupo de Pintores do Leste, formado em 1938, praticando uma arte pela arte, em oposição à pintura nacionalista dos dois outros grupos citados antes e trabalhando em estilos mais variados e progressistas. O grupo se organizou em 1939 na Contemporary Arts Society, liderada por John Lyman e aberta para artistas que não participavam da Royal Canadian Academy, fazendo exposições que incluíam trabalhos de Kandinsky, Derain e Modigliani, além dos canadenses Alexander Bercovitch, Goodridge Roberts, Eric Goldberg, Jack Weldon Humphrey, Jori Smith, Prudence Heward, Fritz Drandtner, Goodridge Roberts, Louis Muhlstock, Marian Scott e Philip Surrey, dentre outros. Questionamentos adicionais foram levantados por influência do Marxismo, em especial na literatura, já que uma arte propagandística não vendia bem. Mesmo assim houve alguma expressão pictórica, derivada do realismo norte-americano, que fazia referências à situação política, como é visível na obra de André Biéler, Miller Brittain e Paraskeva Clark, por exemplo. Nesse sentido, a ressurgência da aquarela como um meio mais barato e mais facilmente acessível refletia as preocupações sociais de alguns pintores.
O isolamento geográfico entre os vários grupos ativos no Canadá impediu até a década de 1940 sua organização em larga escala. Em 1941 ocorreu a primeira conferência nacional de artistas, que conduziu à criação da Federation of Canadian Artists, mas o movimento mais significativo de então foi a transferência do centro cultural canadense de Toronto para Montreal, reflexo do desejo de se recriar uma aliança intelectual com a França não como uma forma de servilismo, mas como uma afinidade natural de interesses.
Paul-Émile Borduas também foi figura de proa entre os modernos, liderando o polêmico movimento Les Automatistes, formado em 1942 depois de uma exposição de Borduas, que adotava recursos da Action painting e do Surrealismo, e teve a participação de Jean-Paul Riopelle, Marcel Barbeau, Pierre Gauvreau e mais alguns. Além de arte, o grupo discutia Psicanálise e Marxismo, e originou uma literatura anarquista através da publicação de seu manifesto Refus global.

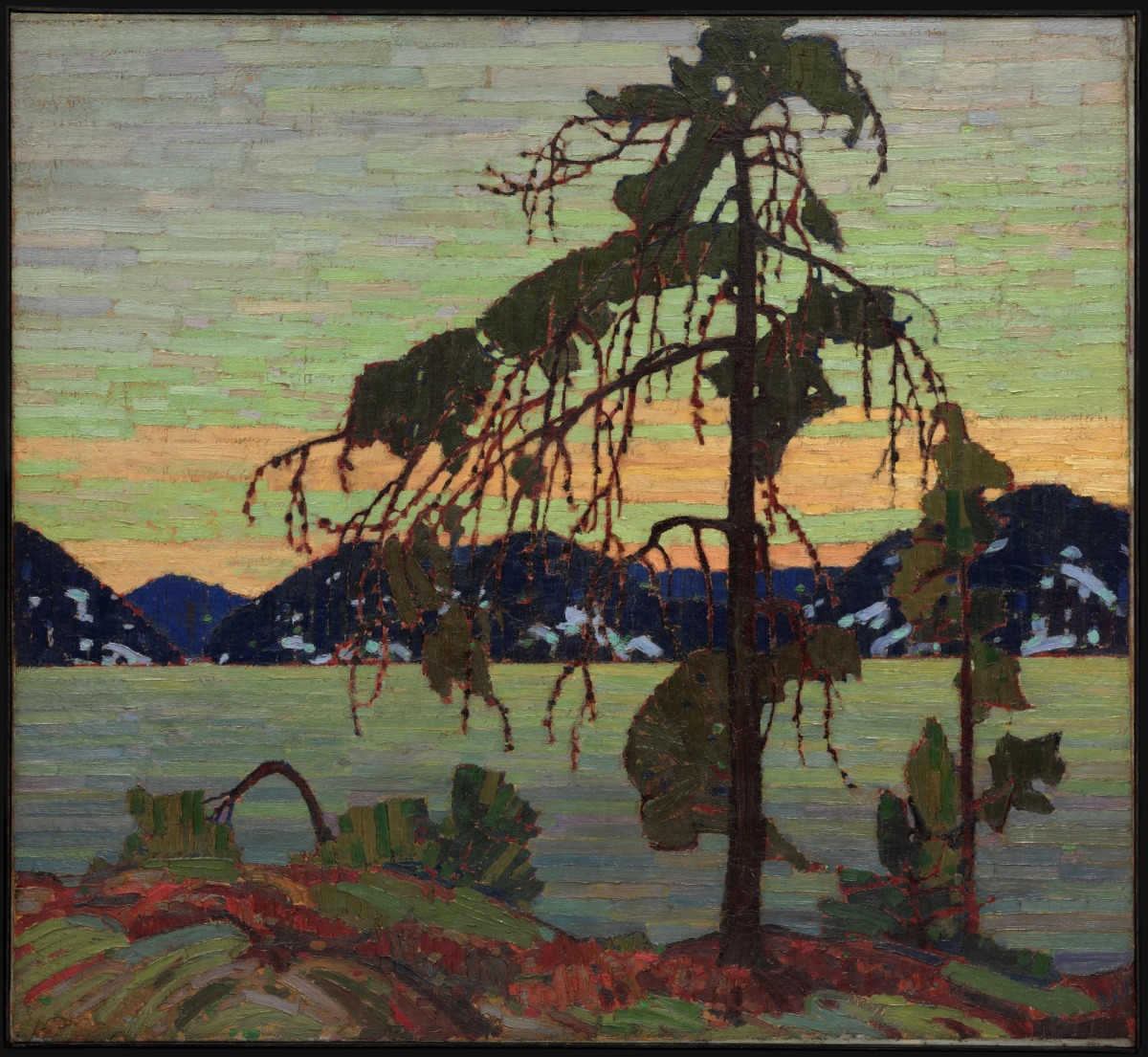
Tom Thomson: The Jack Pine, 1916
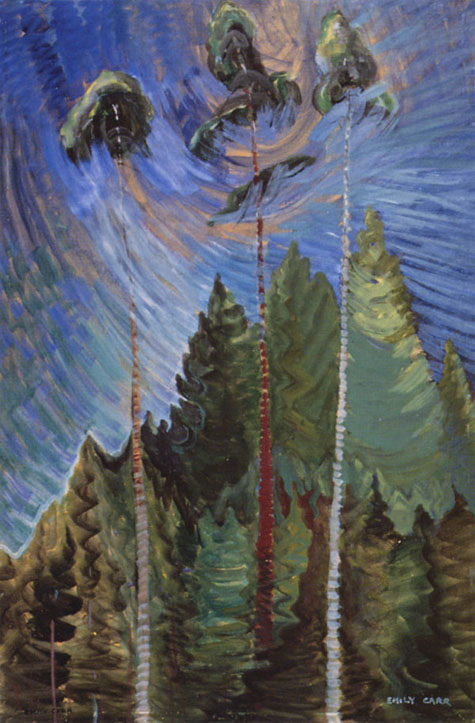
Emily Carr: Odds and Ends
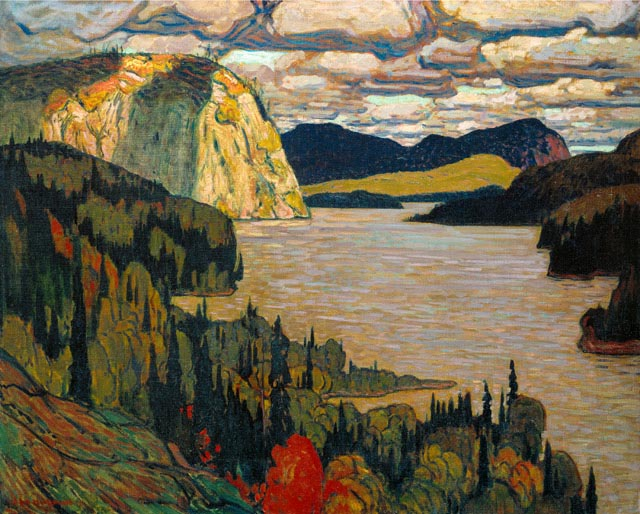
James MacDonald: A terra solene, 1921
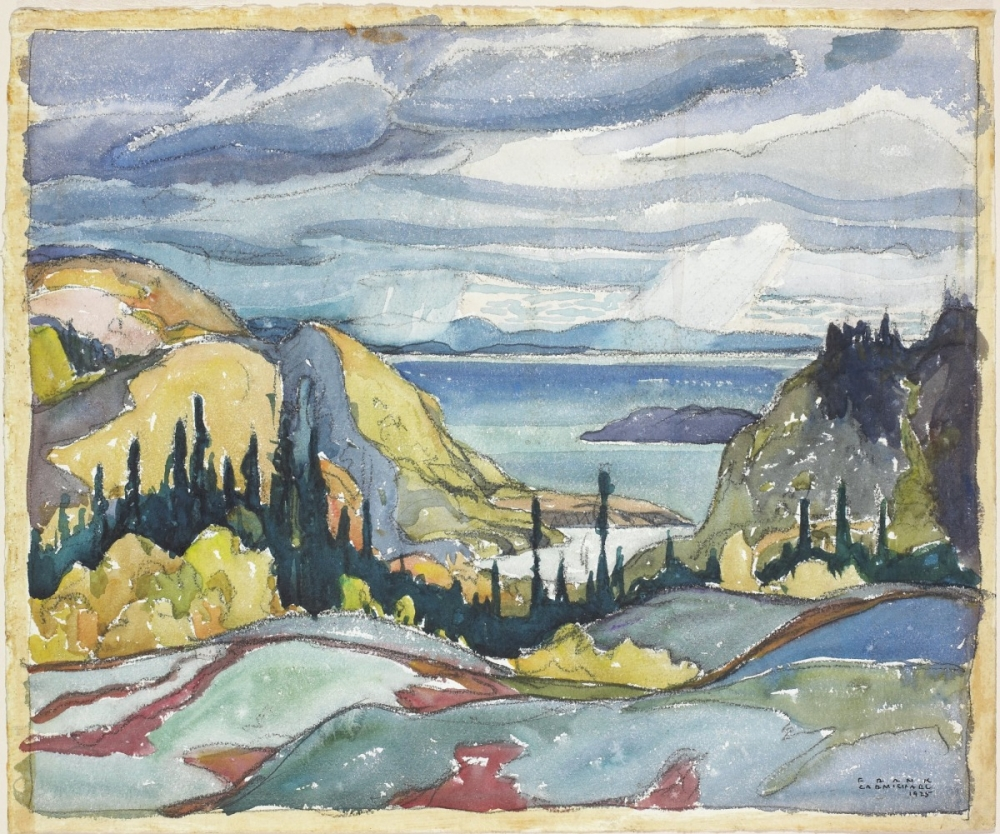
Franklin Carmichael: sem título, 1925

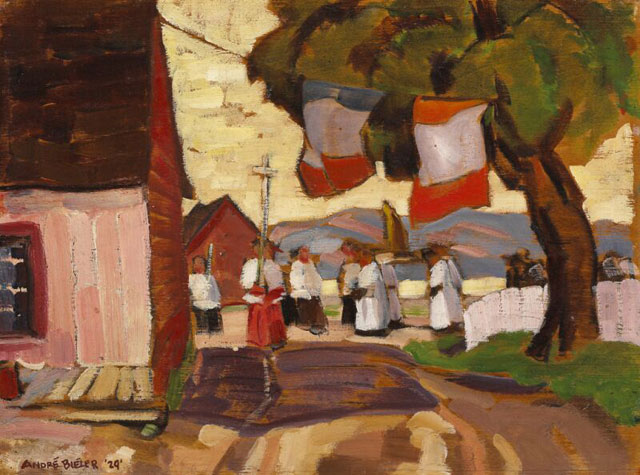
André Biéler: Procissão em Sainte-Famille, 1929
Edwin Holgate: Edwin A. Sherrard ao violino, 1934
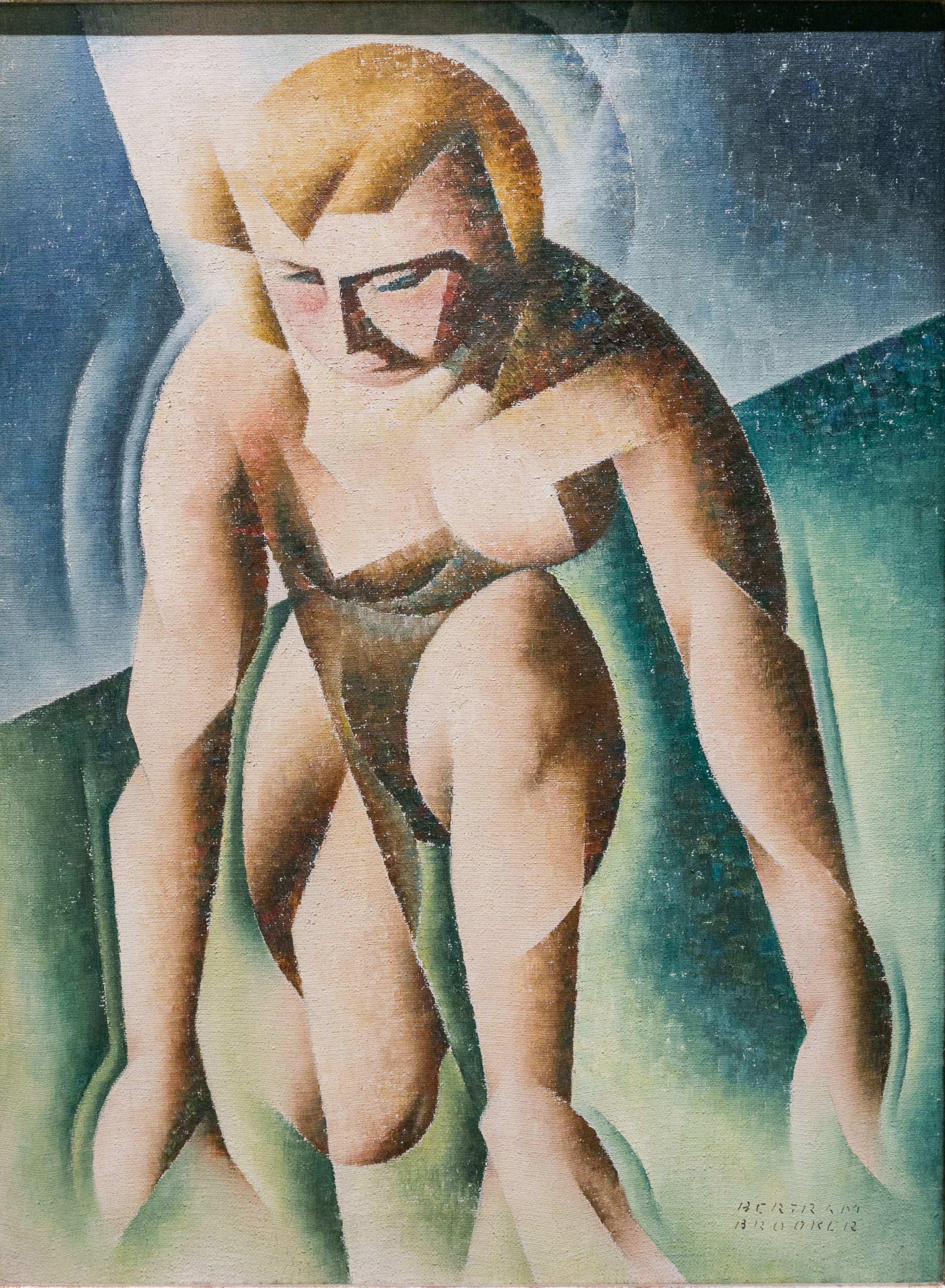
Bertram Brooker: Figura ajoelhada, 1940
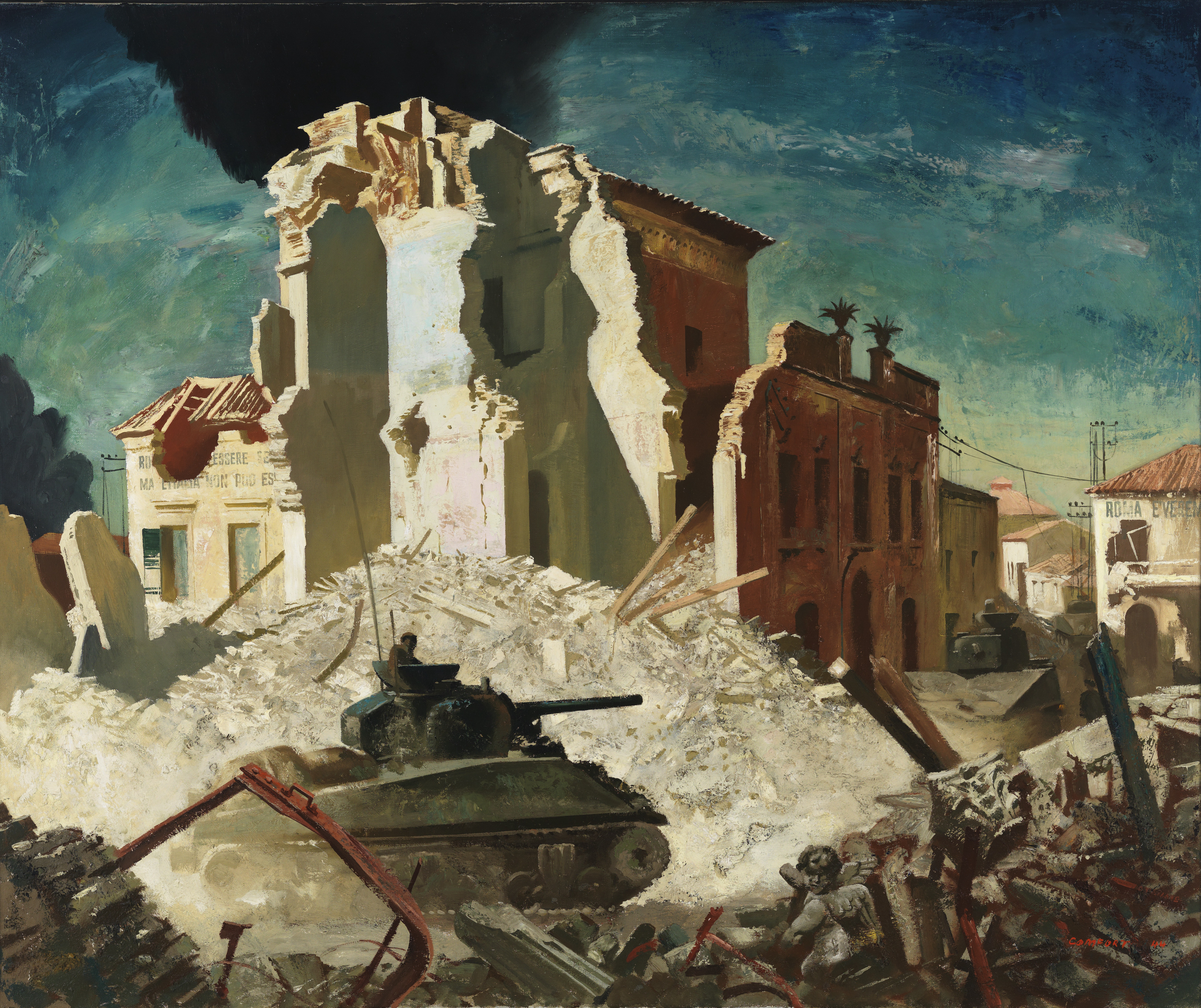
Charles Comfort: Batalha de Ortona, 1943

## Geração do Pós-Guerra (1945-anos 1970)
Apesar de ter aparecido desde os anos 1920, o Modernismo na verdade não se firmou no Canadá senão depois da II Guerra Mundial. Nos anos 1950, derivando dos Automatistes, se formou em Quebec o grupo Les Plasticiens, com uma abordagem revista, mais controlada, do automatismo praticado pelo seu inspirador. Eles foram um núcleo de resistência da vanguarda em Quebec até os anos 1960, tendo como expoentes Guido Molinari, Claude Tousignant, Yves Gaucher, Jacques Hurtubise e Charles Gagnon. Enquanto isso, em Toronto se organizava o grupo Painters Eleven, que representou uma reação abstrata contra a influência hegemônica da figuração do Grupo dos Sete. O grupo se formou em torno de William Ronald, e entre seus integrantes pode-se destacar John Hamilton Bush, James Macdonald, Harold Town e Oscar Cahén. Tinham origens e formações variadas, e sua abordagem da abstração era igualmente livre de ortodoxia. De início foram hostilizados pela imprensa e pelo público, mas a situação reverteu a seu favor quando receberam o importante apoio de Robert Fulford, Clement Greenberg e Herbert Read.

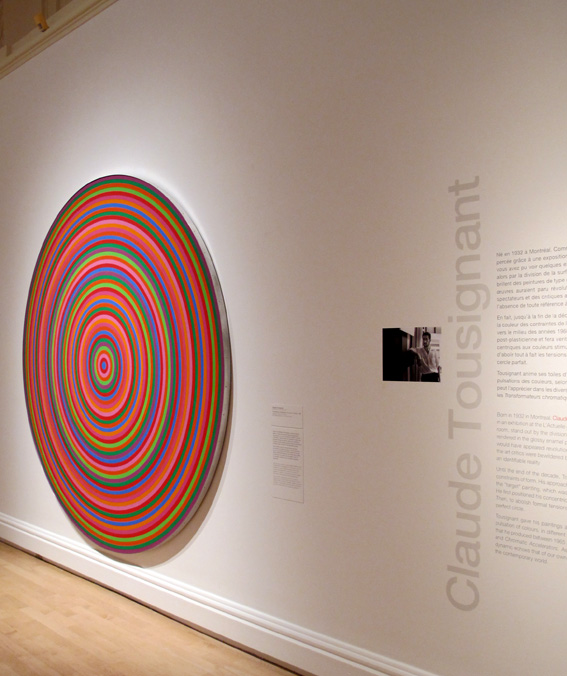
Obra de Claude Tousignant em exposição no Musée national des beaux-arts de Québec.

Ensinando na província de Saskatchewan, alguns artistas treinados nos Estados Unidos contribuíram para divulgar uma arte progressista fora dos centros principais de Ontario e Quebec, dentre eles Eli Bornstein e Kenneth Lochhead. Surgindo um pouco mais tarde, o pintor Ronald Bloore fixou-se em Regina, a capital da província, e convidou o importante norte-americano abstrato Barnett Newman e depois o influente crítico Clement Greenberg para ministrar as Oficinas Artísticas do Lago Ema na Universidade de Regina, catalisando a formação em 1961 de um grupo local abstrato muito ativo conhecido como Regina Five, que atraiu atenção nacional e contou com Lochhead e Bloore, mais Arthur McKay, Douglas Morton e Ted Godwin, além de vários simpatizantes como William Perehudoff e Otto Rogers.
A longa e rica tradição canadense de paisagismo, contudo, não desapareceu diante das novidades abstratas, embora tenha declinado em certa medida. Nos anos 1950 Calgary tornou-se um reduto dos paisagistas, trabalhando em torno do Alberta College of Art. Illingworth Kerr ali chegou depois da guerra para dirigir a escola, trazendo a influência dos Grupo dos Sete, do Expressionismo e um pouco da abstração, realizando uma nova síntese, ainda em essência figurativa, já que a região era bastante refratária a propostas mais radicais. Maxwell Bates, W. L. Stevenson, Bill Dumas, Barbara Ballachey, Ken Christopher e Michael Matthews foram dos mais ativos pintores nesse ciclo regional. Em Edmonton se destacaram Douglas Haynes, Terrence Keller, Robert Scott, Graham Peacock e Phil Darrah, com um trabalho de temas mais variados.
Enquanto isso, a costa oeste, mais especificamente Vancouver, começava a mostrar sinais de desenvolvimento artístico apreciável desde o final dos anos 1930, mas após a guerra o ambiente se mostrou ainda mais receptivo para uma variedade de tendências, seja abstratas, seja figurativas ou mistas, além de reconhecer o valor da arte dos nativos e alguns artistas residentes de origem branca fazerem uso de sua influência em seus próprios trabalhos. Lawren Harris, Bertram Binning, Gordon Smith, Takao Tanabe, Toni Onley e Jack Shadbolt são os nomes principais na região. Nos anos 1960 e 70 a cena de torna ainda mais rica e variada, com o aparecimento de correntes conceituais e multimídia. Roy Kiyooka, Joseph Baxter, Gathie Falk são nome que devem ser lembrados nessa etapa.
Outros avanços importantes nesse período foram a criação em 1954 do Canada Council for the Arts, órgão estatal que passou a supervisionar e fomentar o desenvolvimento das artes, e em 1968 da Canadian Artists' Representation a partir da pressão de Jack Chambers, que estabeleceu padrões para organização de exposições e para proteção dos direitos de autor, fortalecendo o status dos artistas.
Este ciclo de cerca de trinta anos encerra, porém com uma crise generalizada nas artes, com reflexo especialmente intenso na pintura, por força do debate levantado pelas escolas conceituais em torno do papel e significado da arte, da nova linguagem artística que aparecia, e do valor das tradicionais técnicas de representação, um fenômeno aliás que não foi apenas canadense, mas afetou toda arte ocidental nos anos 1970. Para muitos, a pintura não tinha mais sentido, sequer se sabia se teria futuro, e mesmo que sobrevivesse, se julgava que estaria destinada a assumir um papel secundário nas artes visuais.

## Dos anos 1980 à Contemporaneidade
Iniciando a década de 1980 os questionamentos conceituais haviam resultado em uma explosão no sistema de arte, com as aproximações e diálogos entre os meios tradicionais e o vídeo, a arte digital, as intervenções urbanas, as instalações, as performances e outras mídias. A efervescência no circuito faz com que as galerias e exposições se multipliquem e o mercado se abra, e a pintura ressurge de uma fase de descrédito para outra de intenso vigor, mas já sem a disposição de estabelecer dogmatismos estéticos ou hegemonias regionais. O que se observa então é uma aceitação mais ou menos tranquila da pluralidade de estilos e uma notável facilidade de trânsito entre eles. Novas questões sociais, como a ecologia, os direitos dos povos indígenas - bem como uma apreciação mais inclusiva por sua cultura -, a nova forma de vida urbana num panorama globalizado, a quebra de tabus e a igualdade entre os sexos, a identidade nacional e a denúncia de injustiças sociais assumem a frente como os novos e dinâmicos focos temáticos, ainda que os assuntos tradicionais como o retrato e a paisagem igualmente voltem a ser abordados. Dentre as tendências figurativas mais marcantes dessa fase são o Neo-expressionismo, o Hiper-realismo e o Pós-modernismo, enquanto que a abstração continua a florescer.
O século XXI encontra o Canadá plenamente atualizado no que diz respeito ao debate teórico internacional e às últimas tendências estéticas. Assim como no resto do ocidente, a pintura canadense de agora é marcada pelas pesquisas acerca da natureza da arte e suas inter-relações com os mais variados aspectos da vida, traduzidas em um incansável experimentalismo que testa todos os limites de forma, tema, linguagem, significado e circulação da arte. Um elenco dos pintores ativos em anos recentes seria exaustivo, mas podemos citar alguns que se têm destacado por uma ou outra razão, sabendo que mesmo assim se fará injustiça a muitos outros: Joanne Tod, Christopher Cran, Alex Colville, Eleanor Bond, Mary Scott, Robert Boyer, Gathie Falk, Gerald Ferguson, Alex Janvier, Lawrence Paul Yuxweluptan, Jamelie Hassan.

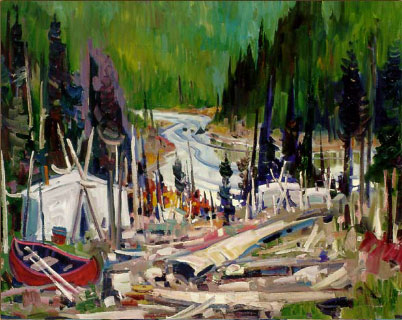
Bruno Coté: Acampamento na montanha, 1985
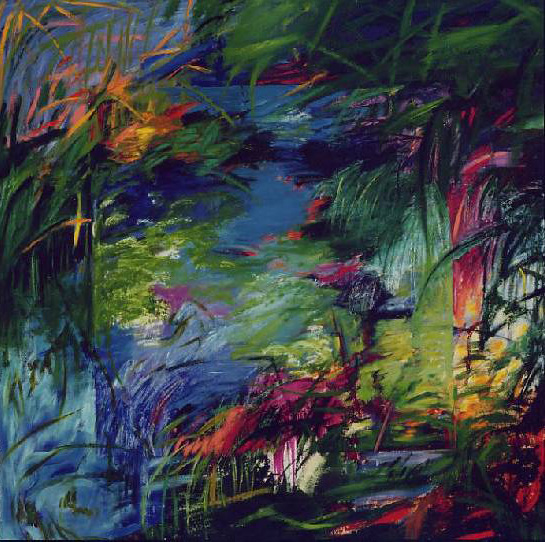
Danièle Rochon: Arcádia, 1991
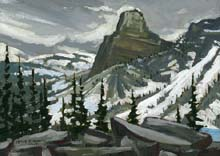
Mark Brennan: Vista de Rock Pile, Lago Moraine, Banff National Park, Alberta
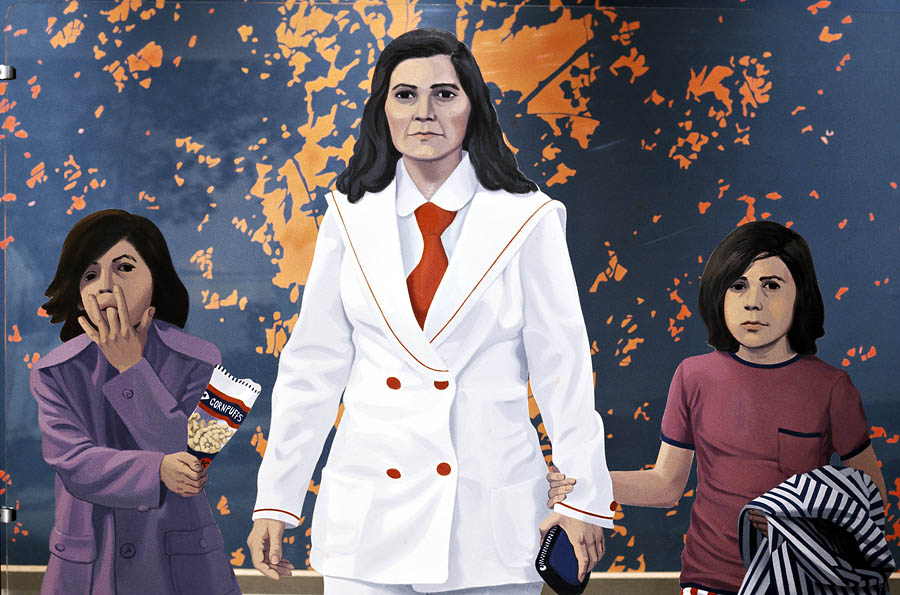
Jennifer Alleyn: Une belle fin de journée du peintre irlando-québécois Edmund Alleyn (1973), 2007

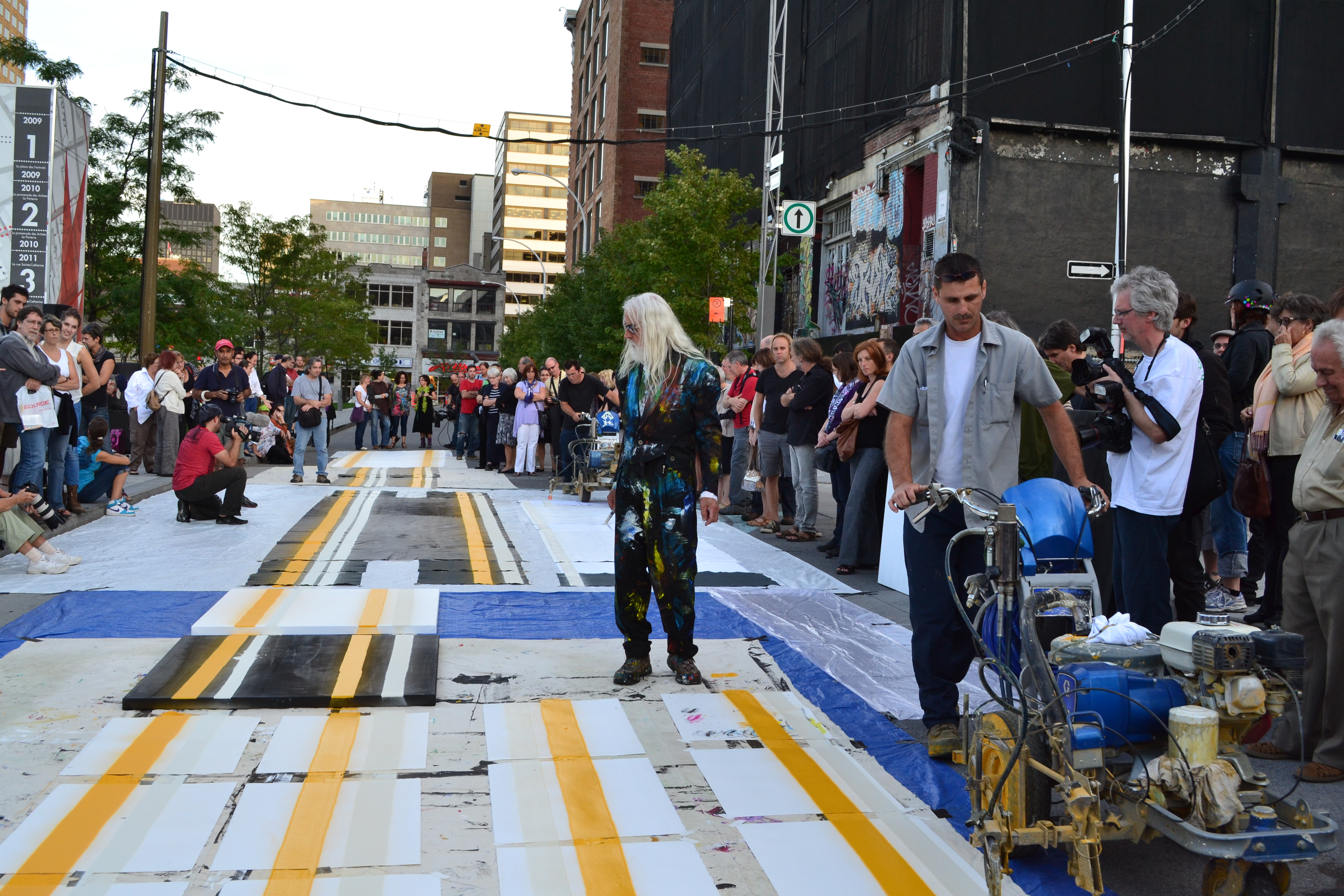
Performance do pintor Armand Vaillancourt, 2011
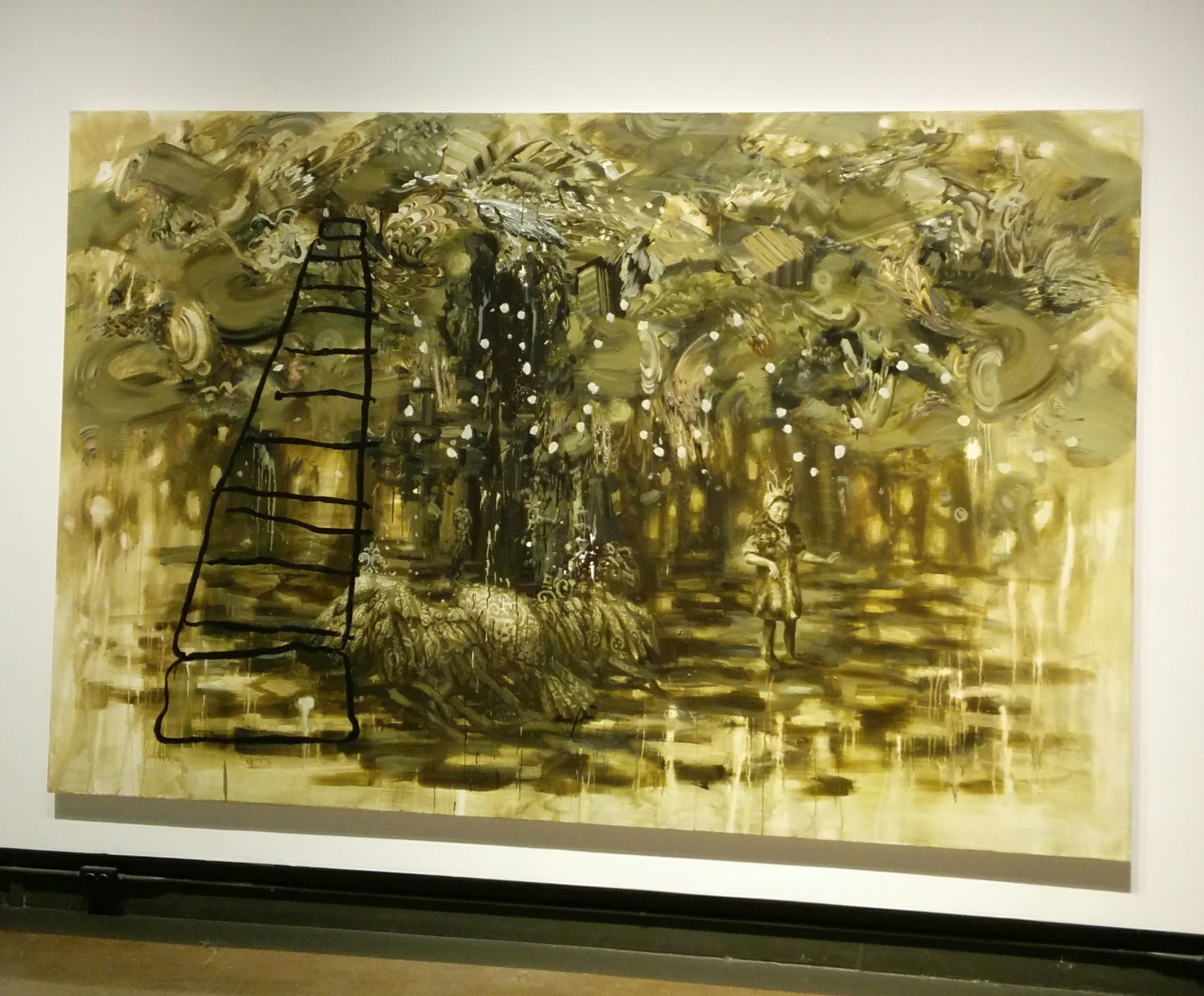
Carol Wainio: Fim de estação, 2012
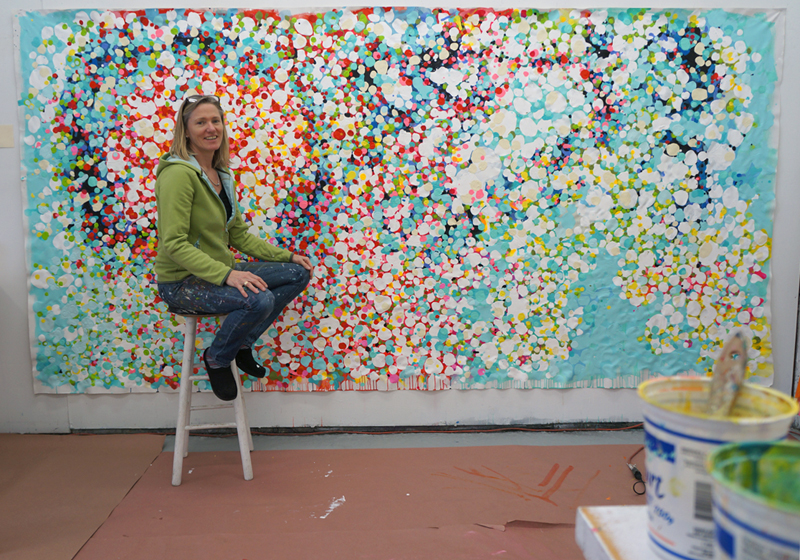
Claire Desjardin em frente a uma pintura de sua autoria, 2013
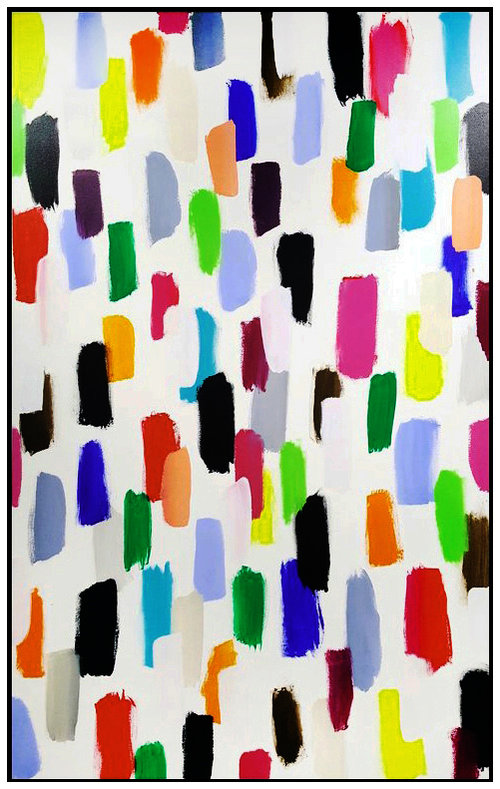
Sarah Pascual: Jelly Bean 1, 2017